# Euchromius nigrobasalis
Euchromius nigrobasalis là một loài bướm đêm trong họ Crambidae.